# Павел Гайдош
Павел Гайдош (чеськ. Pavel Gajdoš, 1 жовтня 1936, Великий Березний, Підкарпатська Русь — 6 грудня 2022) — чехословацький гімнаст, учасник Олімпійських ігор 1960 та 1964.
Батько — Ян Гайдош, чехословацький гімнаст, призер олімпійських ігор, чемпіон світу.

## Біографічні дані
Павел Гайдош тривалий час входив до складу збірної Чехословаччини, здобувши бронзові медалі в командному заліку на чемпіонатах світу 1958 та 1962, але в індивідуальному заліку нагород не здобував.
На Олімпійських іграх 1960 Павел Гайдош зайняв з командою 4-е місце, а в абсолютному заліку — 28-е. Його найвище місце в індивідуальних вправах — 18-е на коні.
На Олімпійських іграх 1964 Павел Гайдош зайняв з командою 6-е місце, а в абсолютному заліку — 106-е. Його найвище місце в індивідуальних вправах — 22-е на паралельних брусах.